# Brezova (Celje, Slovenija)
Brezova je naselje u slovenskoj Općini Celju. Brezova se nalazi u pokrajini Štajerskoj i statističkoj regiji Savinjskoj. 

## Stanovništvo
Prema popisu stanovništva iz 2002. godine naselje je imalo 189 stanovnika.